# Flushing Meadows–Corona Park
Flushing Meadows–Corona Park, som ofta kallas för Flushing Meadows Park, är en park i staden New York i USA. I parken ligger USTA Billie Jean King National Tennis Center (med Arthur Ashe Stadium och Louis Armstrong Stadium), där tennistävlingen US Open spelas, Citi Field, basebollaget New York Mets hemmaplan, New York Hall of Science, Queens Museum of Art, Queens Theatre in the Park, Queens Wildlife Center samt delstaten New Yorks paviljong från 1964/1965 års världsutställning (den hölls öppen vår/sommar/höst bägge åren). Tidigare fanns även den år 2009 rivna Shea Stadium i parken.
Parken ligger i stadsdelen Queens, mellan vägarna Van Wyck Expressway och Grand Central Parkway och sträcker sig från Flushing Bay vid LaGuardia-flygplatsens södra ände till Union Turnpike.
Den är den näst största parken i New York (efter Pelham Bay Park i Bronx) och anlades inför 1939/1940 års världsutställning och har också hyst 1964/1965 års världsutställning. Området är 3,63 kvadratkilometer stort och underhålls och drivs av New Yorks stads parkförvaltning. Parken ligger i den östra kanten av det område som Queens fjärde stadsdelsnämnd omfattar.

## Två världsutställningar
Den fem kvadratkilometer stora parken uppfördes på en plats där det tidigare fanns tipp, vilken i F. Scott Fitzgeralds Den store Gatsby beskrivs som ”en askdal”. Platsen, då känd som Corona asktipp, röjdes upp under parkförvaltningschefen Robert Moses ledning, för att förbereda 1939/1940 års världsutställning. Den nya parken ursprungliga namn var Flushing Meadow Park. Problemet med att forsla bort de stora askhögarna löste Moses strategiskt genom att använda en betydande andel till bygget av Van Wyck Expressway (en väg som löper längs östra sidan av parken) Intervoro Parkway (nu Jackie Robinson Parkway) och Long Island Expressway, som delar parken i en nordlig och sydlig hälft.
Några av byggnaderna från 1939 års utställning användes av Förenta Nationerna som tillfälligt högkvarter från 1946 till organisationen 1951 flyttade till sitt permanenta högkvarter på Manhattan. Den förutvarande New York State-byggnaden användes av FN:s generalförsamling under den tiden. Denna byggnad gjordes senare om inför 1964/1965 års världsutställning till New Yorks Citys paviljong, med The Panorama of City of New York, som är en enorm skalenlig modell av hela staden. Det är den enda kvarvarande byggnaden från 1939 års utställning och härbärgerar Queens Museum of Art, som fortfarande äger, och ibland aktualiserar, stadsmodellen. Unisphere, som var symbol för 1964/1965 års världsutställning, är parkens huvudskulptur. Den står på den plats där Perisphere från den tidigare utställningen stod.
I början av 1964 lade New Yorks stadsfullmäktige till ”Corona” till parknamnet inför världsutställningen. Fullmäktig Edward Sadowsky menade att syftet var att korrigera en orättvisa: ”Coronaborna har länge fått leva med lukten från den soptipp som uppkallats efter deras samhälle. Nu när det finns något vackert att skåda, nämns inte namnet Corona.”

## 1965–idag

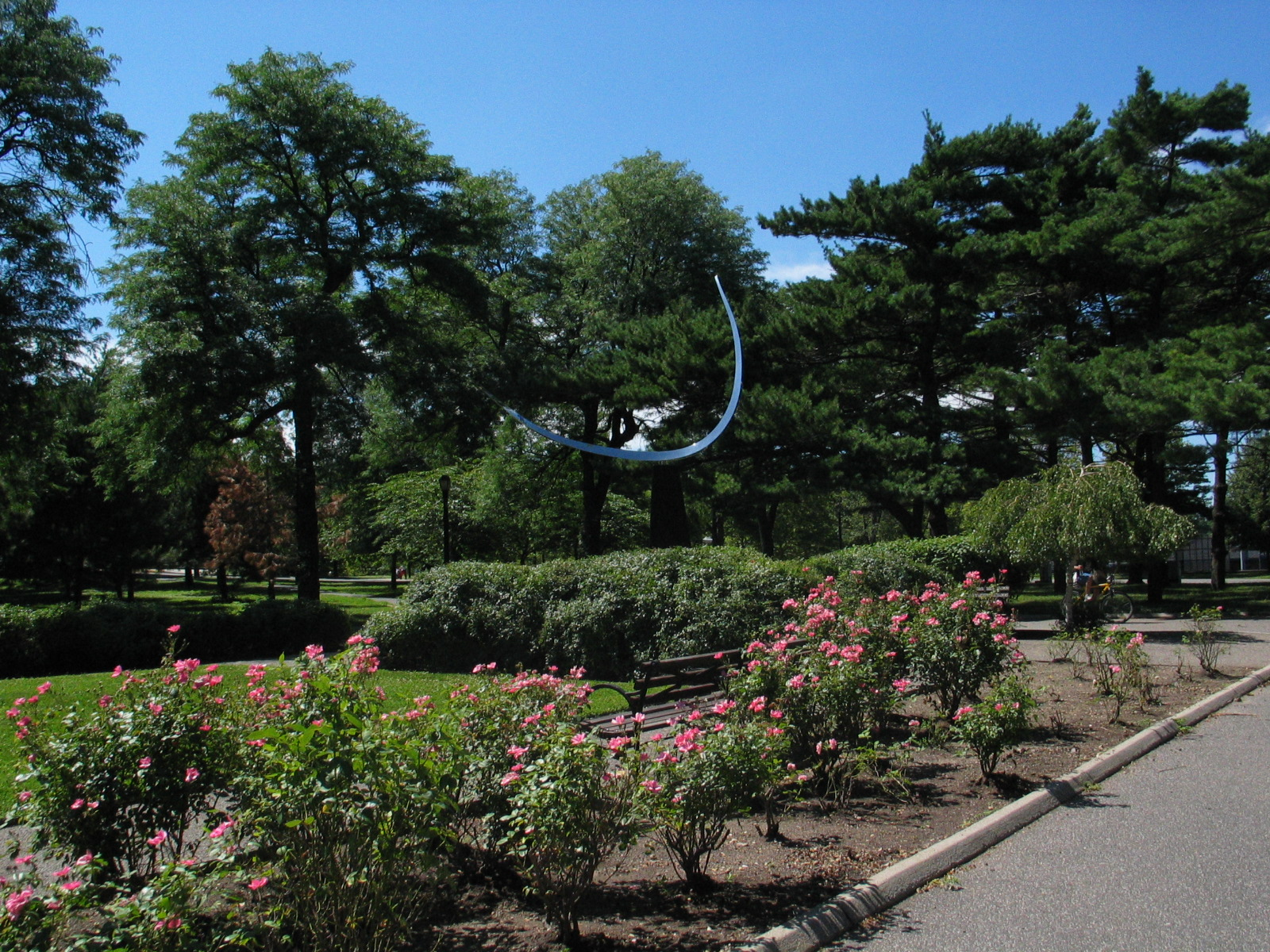
Skulpturen Free Form av Jose De Rivera, gjuten 1964.

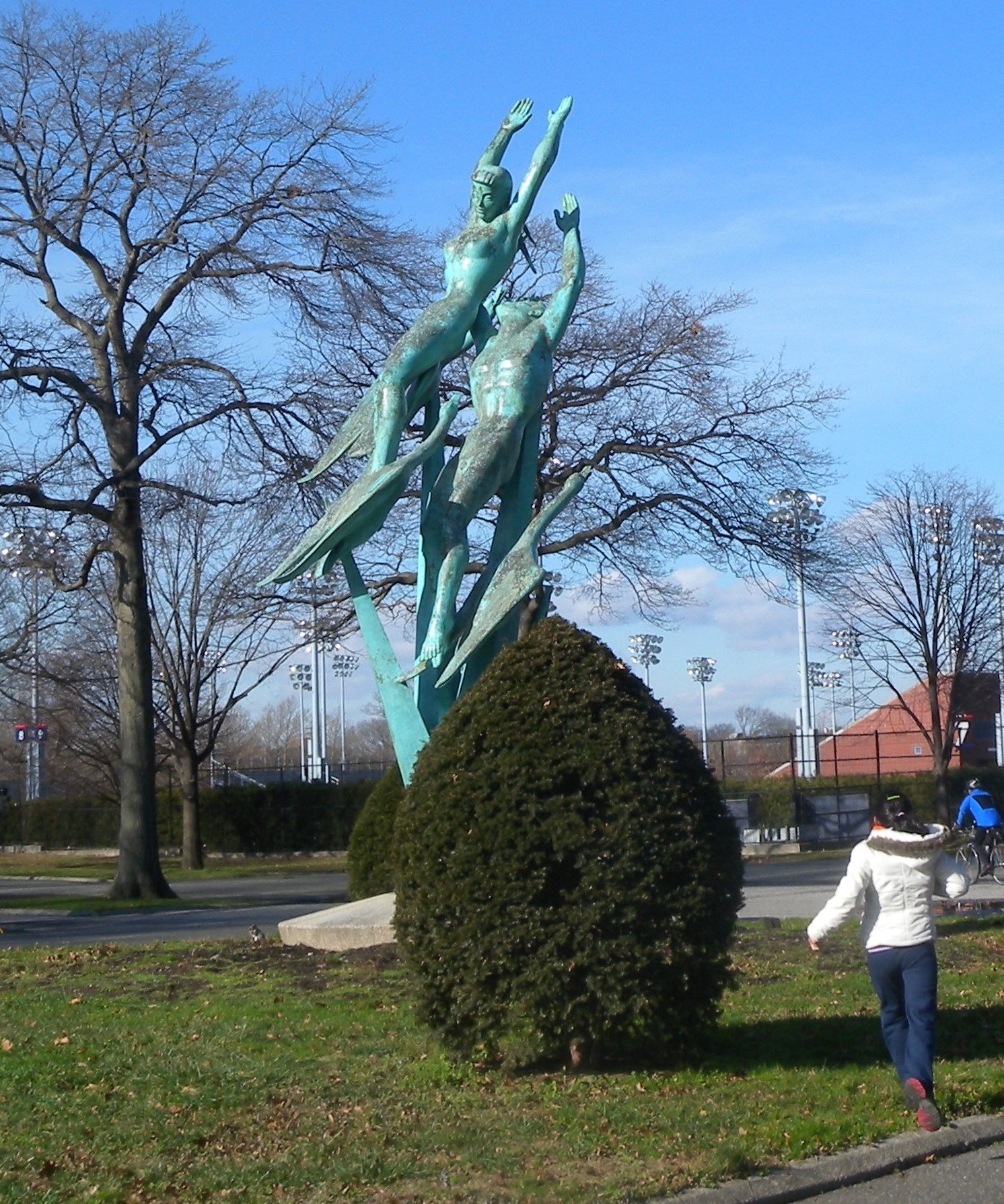
Freedom of the Human Spirit av Marshall Fredericks, gjuten cirka 1964.

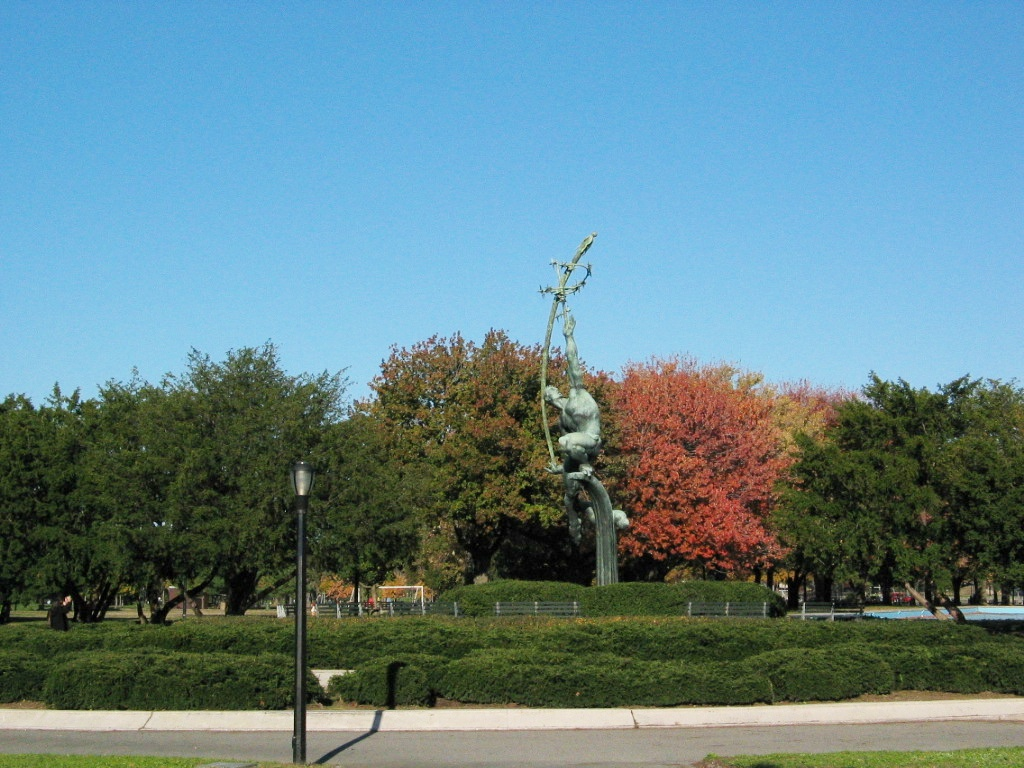
The Rocket Thrower av Donald De Lue, beställningsverk till 1964/1965 års världsutställning.

Sedan 1978 håller tennisturneringen US Open till i Flushing Meadows Park på USTA Billie Jean King National Tennis Center. Centercourten heter Arthur Ashe Stadium och B-planen Louis Armstrong Stadium. Citi Field, basebollaget New York Mets hemmaplan sedan 2009, är belägen i den norra delen av parken. Shea Stadium, Mets tidigare hemmaplan, fanns förut i anslutning till Citi Field.
Det finns roddbåtar och kanoter att hyra för turer på Meadow Lake, som har utlopp i norr i Flushing River och därifrån vidare till Flushing Bay, i parken. På Meadow Lake brukar roddare från den ideella föreningen Row New York träna större delen av året. På Meadow Lake anordnas också den årliga Hong Kong Dragon Boat Festival in New York och lag från New York tränar på Meadow Lake under sommarmånaderna. The American Small Craft Association (TASCA) har mer än ett dussin 14,5 fots slupriggade segelbåtar som klubbmedlemmarna använder till undervisning, kappsegling och rekreation. Runt Meadow Lake löper cykelvägar som ansluter till Brooklyn-Queens Greenway. Stigarna runt Willow Lake, den mindre och högre belägna av de två sjöarna, i våtmarksområdet i parkens ringa nyttjade södra del, är för närvarande avstängda för allmänheten. Det finns många platser för lek, idrott och fritidsaktiviteter i parken som avspeglar Queens etniska blandning: fotboll och kricket är särskilt populära.
I parken ligger Queens Theatre in the Park New York Hall of Science, Queens Museum of Art och Terrace on the Park (en bankett- och cateringanläggning, världsutställningens tidigare helikopterlandningsplatta).

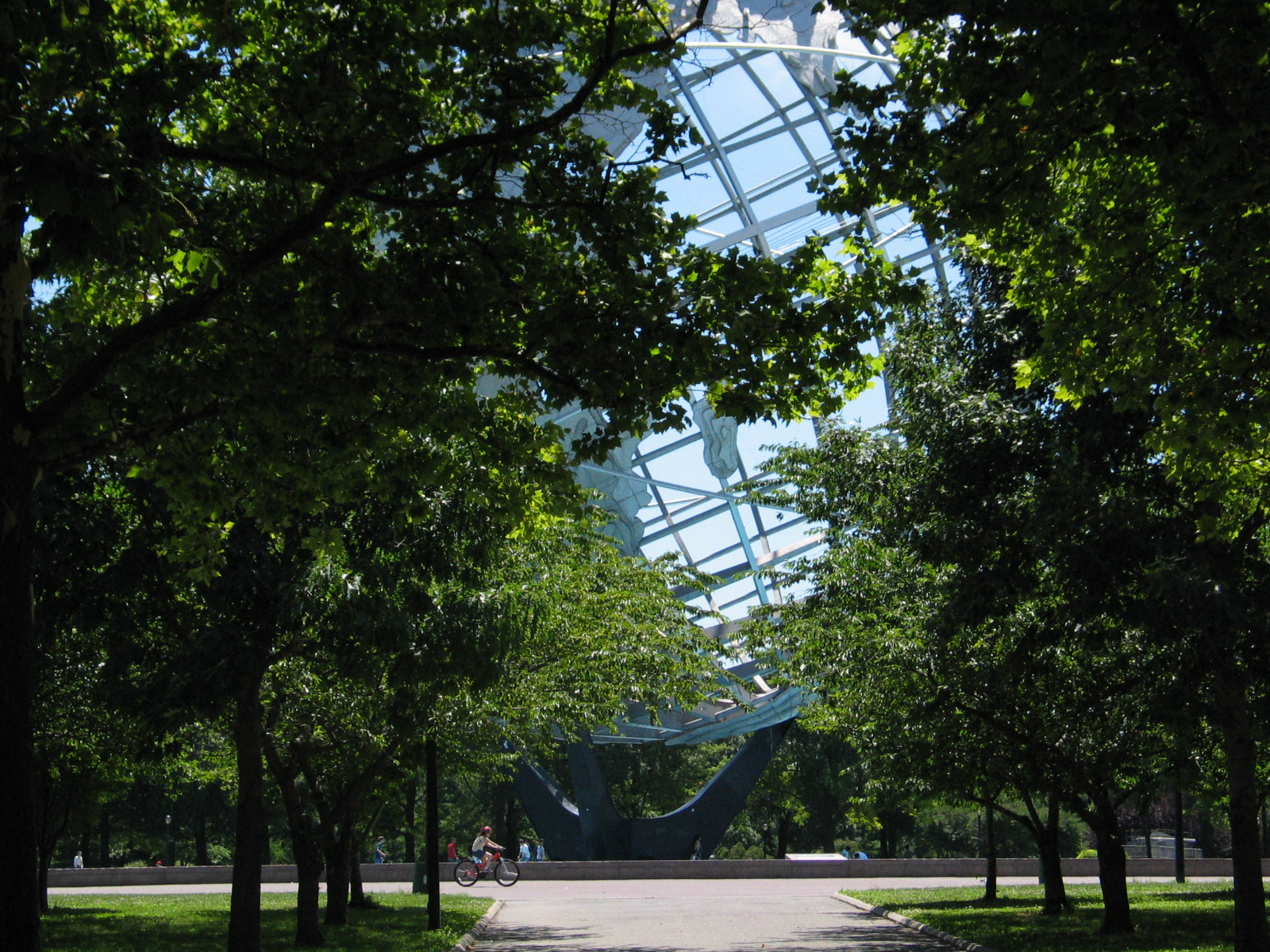
Unisphere i närbild.

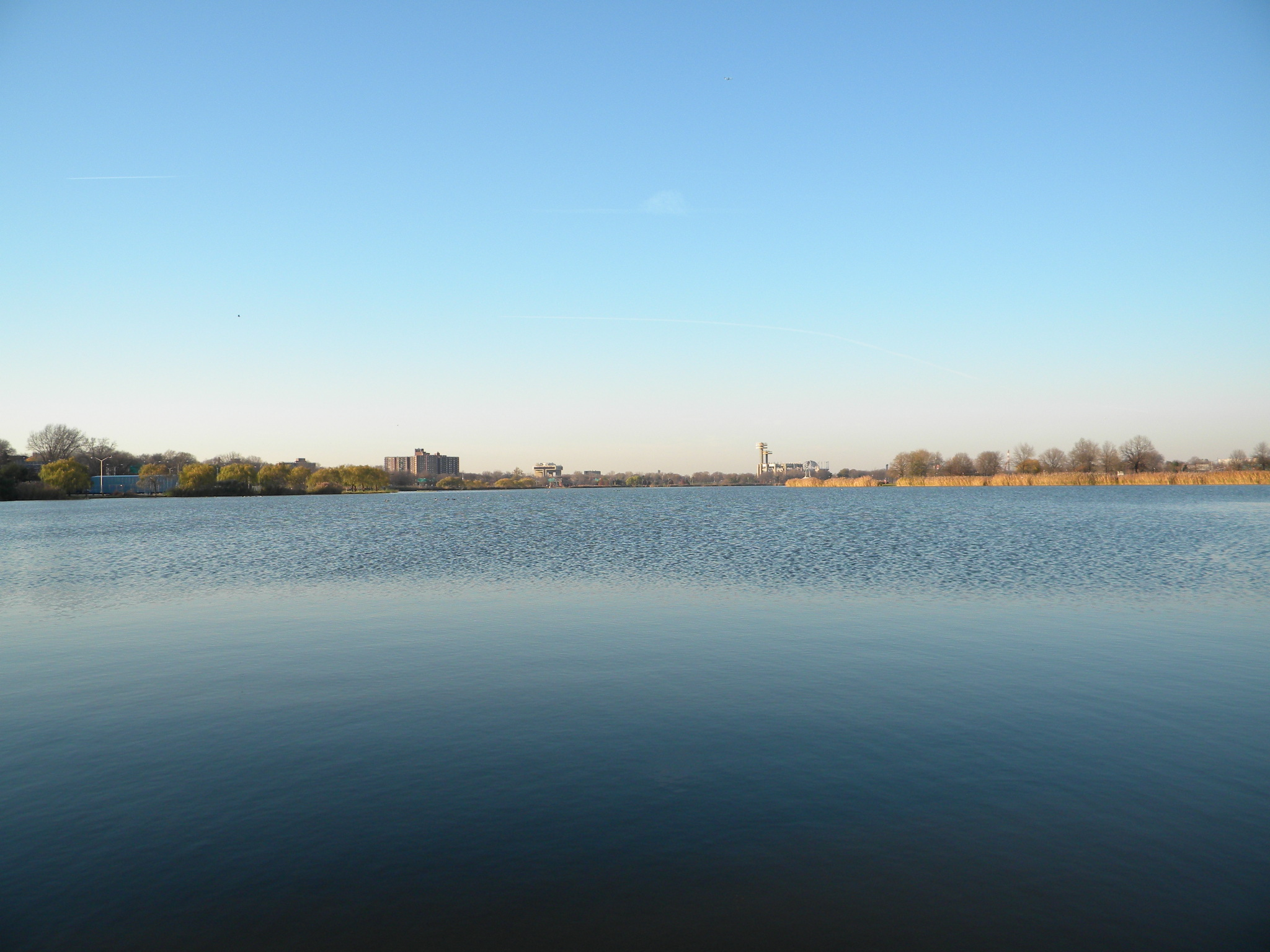
Parken från Meadow Lakes södra strand.

I parken ligger även New York State Pavilion, som uppfördes som delstatens New Yorks utställningspaviljong till 1964/1965 års världsutställning. Man fann emellertid ingen ny användning för byggnaden efter utställningen varför den försummades och förföll. De övriga byggnaderna stod kvar ett tag efter utställningen avslutats för att se om det gick att hitta nya användningsområden för dem, till exempel har USA-paviljongen sedan rivits. Ett sådant markstycke kom att ge plats för Playground for All Children, en av de första handikappanpassade lekplatserna. Designtävlingen vanns av arkitekt Hisham N. Ashkouri och anläggningen färdigställdes 1981. Den renoverades och återinvigdes 1997.
Vid början av 2000-talet hade några hemlösa bosatt sig i parken, vilka rönte uppmärksamhet efter att fem bortfört, våldtagit och mordhotat en kvinna som hade suttit med sin partner vid en näraliggande tunnelbanestation.
Den 24 juni 2005 hade pastor Billy Graham ett framträdande i parken under vad han sade skulle bli hans sista turné i Nordamerika.
En anläggning för 66,3 miljoner dollar med inomhusbassäng i OS-storlek och skridskorink av NHL-standard invigdes 2008. Anläggningen, som nyttjas av skolor, idrottare och lokalinvånare i alla åldrar, är den största idrottsanläggningen i någon av New Yorks stads parker.

## Populärkultur
- I videospelet Grand Theft Auto IV förekommer det påhittade parkområdet Meadows Park.
- Den stora askhögen/askdalen i F. Scott Fitzgeralds Den store Gatsby gjordes grönskande inför 1939 års världsutställning och är nu Flushing Meadows–Corona Park.
- I det sista avsnittet av situationskomedin Barney Miller överväger polisinspektör Ron Harris att lämna New York City Police Department när han får reda på att han ska förflyttas till Flushing Meadows.
- Flushing Meadows nämns i den nionde säsongen av Simpsons i avsnittet The City of New York vs. Homer Simpson. Homer Simpson, med trängande tarv att kasta vatten, ser en buss som åker i riktning mot Flushing Meadows och föreställer sig själv springande på en grön äng (meadow) med många toalettstolar – det engelska ordet flush betyder bland annat ’spola [i toaletten]’.
- TV-serien The Amazing Race använde parken som slutmål i den första säsongen (2001).
- Flushing Meadows kan ses i filmen Men in Black från 1997 i en scen vari Agent J (Will Smith) och Agent K (Tommy Lee Jones) försöker hindra the Bug (Vincent D'Onofrio) att lämna jorden i utsiktstornet, vilken förvandlas till ett utomjordisk rymdfarkost, för att därpå krascha in i Unisphere.
- I det fjärde avsnittet i HBO:s tv-serie Flight of the Conchords (2007) tar Bret McKenzie med en date till Unisphere i parken.
- I öppningsvinjetten till TV-showen Kungen av Queens ser man Doug och Carrie spela framför Unisphere.
- I början av Disneyfilmen  Tomorrowland A world Beyond besöker Frank världsutställningen 1964.